# Aarne Salovaara
Arne Ihamo "Aarne" Salovaara, född 25 februari 1887, död 11 september 1945, var en finländsk gymnast och friidrottare.
Salovaara tävlade för Finland vid olympiska sommarspelen 1908 i London, där han var med och tog brons i lagmångkampen i gymnastik. Salovaara tävlade även i diskus, spjut och spjut i fristil.
Vid olympiska sommarspelen 1912 i Stockholm var Salovaara med och tog silver i lagtävlingen i fritt system. 